# 알바로 오드리오솔라
알바로 오드리오솔라 아르사유스(Álvaro Odriozola Arzallus, 1995년 12월 14일 ~ )는 스페인의 축구 선수이다. 현재 소속팀은 라리가에 소속되어 있는 레알 소시에다드이며, 주 포지션은 라이트백이고, 윙어도 소화 가능하다.
레알 소시에다드의 청소년 클럽에서 커리어를 시작하여, 2014년 9월 6일에 레알 소시에다드 B에서 데뷔전을 치렀다. 이후 2017년 1월 16일에 말라가 CF를 상대로 라리가 데뷔전을 가져 2-0 승리에 기여하였다. 이후 2017-18 시즌에 주전으로 도약하였다.
2017년 10월 6일에는 알바니아를 상대로 하는 월드컵 예선에 소집되어 데뷔전을 치렀다. 이 경기에서 티아고 알칸타라의 골을 돕는 어시스트를 기록하였다. 이후 2018년 FIFA 월드컵 최종 명단에 포함되었고, 2018년 6월 3일에는 스위스를 상대로 데뷔골을 성공시켰다.